# 板倉重矩
板倉 重矩（いたくら しげのり）は、江戸時代前期の大名。老中・京都所司代。三河深溝藩主、中島藩主、下野烏山藩主。重昌流板倉家第2代。

## 生涯

### 家督相続
板倉重昌の長男。寛永5年（1628年）に大御所徳川秀忠・江戸幕府3代将軍徳川家光に拝謁した。寛永11年（1634年）2月29日に従五位下主水佑に叙任された。
寛永14年（1637年）に起きた島原の乱に際しては、上使となった父について島原に出陣した。寛永15年（1638年）1月1日に父が戦死、2月27日に弔い合戦のため肥前佐賀藩主鍋島勝茂の軍勢と共に原城に乗り入れ、翌28日に柵を破り槍を交えて戦功を立てたが、軍令違反を問われて同年12月30日まで謹慎処分に処される。翌寛永16年（1639年）6月15日に家督を継承し、深溝藩主となる。その際、弟の重直に5000石を分与、藩庁を深溝から中島へ移転している。

### 老中、京都所司代に任命
明暦2年（1656年）、内膳正に改められ、万治3年（1660年）11月22日に大坂定番となり1万石加増。寛文4年（1664年）4月5日に領知朱印状を賜った。翌寛文5年（1665年）12月23日に老中となり、27日に従四位下に叙された。これは老中首座（後に大老）酒井忠清の抜擢人事とされ、忠清などと共に病弱だった4代将軍徳川家綱を補佐した。寛文6年（1666年）7月28日には2万石を加増された。
寛文8年（1668年）、牧野親成の退任を受けて後任の京都所司代（正確には仮役）に転じるが、祖父の板倉勝重、伯父の板倉重宗が2代で京都所司代を務めた実績によるものとされる。京都所司代に就任した時、職務再編成が行われ京都町奉行が成立、出入筋（公事＝民事訴訟）は京都所司代の職務から離れ京都町奉行に移譲された。以後京都所司代は政治を、京都町奉行は京都の民政を担当するようになっていった。京都所司代在任中は朝廷と幕府の関係改善に努めた。
同年、朝廷で2人の女中を巡る勢力争いが起こり、霊元天皇が寵愛していた藤大典侍坊城房子と、三条西実教が推薦した女官・田内小路局（西洞院時良の娘）の2人が懐妊した。天皇の後継者争いも含めたこの対立で実教は田内小路局を女御同様の扱いにしようと画策し、彼女が産んだ皇子を後継者にしようと目論んでいたとされ、霊元天皇は実教を排斥しようと小倉実起を通じて中院通茂に密命を下した。重矩は通茂と共に天皇を諫言して実教排斥を断念させたが、将軍家綱から厚い信任を受けている実教を排斥することの困難さと、産まれる子の性別を見極める必要があったからと思われる。結局翌寛文9年（1669年）2月と3月に生まれた両者の子はいずれも皇女であり、天皇と近習、通茂、重矩らの間で起請文が取り交わされ収拾が図られた。幕府は禁裏の奥向を統制する必要に迫られ、関白鷹司房輔の妹の鷹司房子を入内させることとしたが、この入内は天皇の本意ではなかったと見られ、8月14日には実教を排斥するよう重矩に要求し、聞き入れなければ譲位すると迫った。これを受けて実教は重矩より蟄居を命じられた。
京都所司代時代の重矩について、『翁草』（巻之七十四）には「内膳（重矩）が京都の庶民の贅沢を規制したが、公家門跡の遊興は咎めなかった」と記されているが、実際には当時の霊元天皇と武家伝奏との確執や、公家による様々な醜聞が発生するなど、朝廷内部の深刻な状況を是正するため、老中から京都所司代への異例の人事が行われたとされ、実際に重矩は問題解決のために奔走している。すなわち、天皇に対して朝廷の諸問題に関して腹蔵なく意見を述べる一方で、相談事があればいつでも応じて幕府老中との協議を例外として所司代は一切内容を口外しないことを誓った起請文を養女の夫である中院通茂に差出してともに朝廷改革にあたることを誓い（『中院文書』）、老中復帰後に天皇の武家伝奏正親町実豊の罷免要求を認める代わりに通茂を後任の伝奏とした。更に幕府に要請して朝廷と幕府の交渉は今後所司代と武家伝奏のみの間で行い、第三者が当たらないこととする幕府覚書（寛文9年2月9日付）を得て、天皇の側近公家や高家吉良義央（当時摂家・門跡は義央を通じて幕府と交渉していた）を朝幕交渉から排除した。その結果、老中（板倉重矩）－京都所司代（永井尚庸）－武家伝奏（中院通茂・日野弘資）－朝廷（霊元天皇および院・公家門跡）という朝幕交渉のルートが一本化されるとともに、公家の不祥事に対する幕府・所司代による処分への関与が積極的に行われるようになり、幕府による朝廷統制がおよび朝廷内部の公家統制の円滑化が図られた。なお、後水尾法皇・東福門院による禁裏の女房衆統制を了解したことで、以後幕府はこの方針に沿って禁裏の統制も進めていった。
京都所司代を務めた祖父と伯父、および重矩が関わったとされる裁判説話は『板倉政要』の巻六から巻十に掲載されている。重矩の裁判は6話（または7話）掲載され、巻八に詐欺で死罪に処された絵師として山本友我と息子で儒者の山本泰順の名が記されている。この事件は京都所司代の職務のままだった吟味筋（吟味＝刑事裁判）であり、ほとんど架空の話とされる『板倉政要』の中で数少ない実話として確認されている。
『板倉政要』巻八で事件の内容が記され、友我は泰順の結婚に向けて家の普請を思い立つが、金が無い所に友人から詐欺をそそのかされ、糸荷（長崎から入ってくる海外の生糸）の偽物を作って質屋から金を取り、家の普請に使った後、結婚の持参金で偽糸荷を買い戻すことを提案された。話に乗った友我は偽糸荷で質屋から金を取ったが、普請に使った所で結婚話が破談、当てにしていた持参金が無くなり偽糸荷が買い戻せなくなった。やがて質屋が詐欺に気付き重矩へ訴えたため友我父子は重矩に召喚され、見懲し（見せしめ）として磔にされた。寛文9年10月14日に事件の犯人である友我父子と共犯4人が京都市中を引き回しにされた末に、粟田口で磔にされた出来事が当時代人の日記『狛平助日記』『紀州藩石橋家家乗』に書かれている。

### 老中再任、烏山藩移封
寛文10年（1670年）、再び老中職につく。翌寛文11年（1671年）2月10日、幕府より上総山辺郡（千葉県東金市）の上宿・谷・岩崎・新宿（＝辺田方村ともいう）・田間・豊成の二又地区を拝領（この地は後に陸奥福島藩の領地として明治の廃藩置県まで孫の板倉重寛に始まる福島藩主家が治めた）。同年3月に月番老中の立場から伊達騒動の裁定に当たり、伊達宗重・柴田朝意・原田宗輔ら当事者たちを自邸に呼び、同僚の土屋数直と審問に当たったが、審議の場となった忠清邸で宗輔が朝意・宗重を殺害した後に忠清の家臣に討たれるという結末となり、審議は中絶してしまった。一方で朝廷への関与も続き、永井尚庸・中院通茂らと協力して相次ぐ天皇や公家の不祥事に対する相談に乗っている。
寛文12年（1672年）閏6月3日に下野烏山藩へ5万石で移封された。これは島原の乱の戦功、大坂城の落雷の時の処置、京都所司代の勤労などによるとされる。烏山藩政では家臣の地方知行制度を廃止して俸禄制に変え、烏山城の城下町整備に着手した。
寛文13年（1673年）5月29日、57歳で死去（9月21日に延宝と改元）。長男の重良は廃嫡、次男の重澄は早世していたため、重直の養子にしていた三男の重種が跡を継いだ。しかし重種は自分の代わりに息子重寛を重直の養子へ送り、甥で重良の子板倉重宣（重矩の孫）を嗣子として養育したが、後に重寛を呼び戻して嗣子にしたためお家騒動が起こった。

## 逸話
- 儒学を好んだことが林鵞峰に高く評されており、自邸で大学・小学・春秋などの講釈を定期的に行っていた[21][22]。
- 島原の乱で父が戦死すると、直後の総攻撃で弔い合戦として功を挙げたが、軍令違反を犯したとして処罰された。だが歴戦の将である水野勝成などはその軍功を賞賛して凪刀を送ったという（名将言行録）[23]。
- 酒井忠清が大老となり「下馬将軍」と呼ばれて権勢を振るうと、多くの幕閣は忠清におもねろうとしたが、重矩は超然としていた。このため、逆に忠清は重矩を重く用いたという（名将言行録）[23]。
- 大坂城番を務めていたとき、落雷で大坂城天守閣が焼け落ちた。だが重矩は用心のために領民に火事の際に使用せよと蛤の一片を渡していた。これを割符代わりに城に入った領民は、火事で混乱する城内に入って女子供を助け、消火に尽力したという。また、この落雷で大事になった原因は煙硝蔵が爆発したためであるとして、町奉行を通じて煙硝を濠の中に捨てさせたという（名将言行録）[23]。
- 重矩は胴長短足のあばた顔で風采があがらなかった。そのため江戸から京都に赴任する際、京都の町衆は重矩を侮った。だが重矩の統治は素晴らしく、伯父で京都所司代だった周防守重宗の周防→蘇芳にかけて、紅絵内膳と称され「出来物」と謳われた（名将言行録）[23]。
- 京都所司代として天皇に拝謁の際、天顔（天皇の顔）を知りたいので御簾を高く掲げて欲しいと侍従に申し出た。これは所司代の義務である禁裏守護を果たすためだったという（名将言行録）[23]。
- 寛文年間のころに乞食が増えたため、柳原辺に御救小屋を建てた。あるとき、重矩の目に母を背負った乞食が現われた。重矩は孝行者として扶持米を与えたが、これにより偽の父母を背負って歩く乞食が続出した。幕閣の多くはこのような者は処罰しようと述べたが、重矩は「たとえ偽りでも罰する必要は無い。それに誠が無いからどうせ長続きしない」と述べた。重矩が述べたとおり、間もなく偽の親を背負った乞食はいなくなったという（名将言行録）[23]。
- 愛用の唐弓が重矩の留守中に小坊主によって折られた。用人が激怒して小坊主を監禁して重矩に報告したが、重矩は上機嫌で「小坊主を許すように」と述べた。「なぜ?」と用人が訊くと「小坊主で武芸に心惹かれるとは奇特なこと。それに小坊主ごときがひいて折れるくらいの弓ならば、肝心の時に役に立たない。むしろ事前にそれを知ることができたのは吉事である」と述べたという（責而話草）[23]。
- 江戸の牢獄は狭くて不衛生だった（何回か行水はあるが格好だけ）。そのためある幕閣が牢獄の拡張を申し出たが、「広狭が問題ではない。罪人が少なくなれば広くなる。狭いというのは天下の政の恥であるから、獄を広くするよう心がけるように」と述べたという（責而話草）[24]。
- 伊達騒動の際に刀傷事件が起きたため、評定所主任であった重矩は責任を取って謹慎届を自ら幕府に出したが、却下された（伊達叢秘録）[24]。
- 老中になると、大小名から多くの贈答品が贈られてきた。こういう贈答品は大概は家臣に受け取らせ、払い下げて金品に変えるものだったが、重矩は常に相手に頭を下げ、家中の者や貧窮者に惜しみなく分け与えた。家臣がこの行為を質問すると、「これはわしが老中になったから贈られた物。老中でなかったらこんな物が贈られてくるものか。つまりこの贈答品は御上（将軍）に贈られてきた大切なもの。その大切なものにわしが挨拶せずしてどうする」と述べたという（名将言行録）[23]。
- 重矩が訴訟の審理や裁判を担当する奉行の心得を説いた『自心受用集』によれば、「人間は身分の上下に関わらず、みな神仏と同じように尊い。にも関わらず審理を尽くさず死罪にすれば、恐ろしい天罰が下るだろう。死罪人を処刑するのは神仏の体を刃物で傷つけるに等しい行為である。そのように覚悟して、審理は疑問点を残さないように行わなければならない。裁判を担当する奉行は、このことを昼夜心がけなくてはならない」とある[* 3][26]。
- 『自心受用集』で重矩は冤罪を防止するため、「裁判の時は被告と原告双方の言い分を注意深く聞かなくてはならない。なぜなら、たとえ申し分が正しくても、口下手や無知のためにそれを伝えられず、話が脱線して肝心なことを言い洩らしてしまったりすることがあるからだ。緊張と動揺で言うべきことを十分に言えない者もいる。逆に話術や根回しが達者で、本来なら負けるはずの裁判で勝訴する者もいるだろう。奉行は双方の心理や話し方まで入念に見極めなければならない。そうしないと冤罪や誤審は避けられない」と説いた[27]。
- 他にも、裁判の当日は誰よりも早く出勤し、その日の訴訟について心の準備をし、訴訟人の言葉の巧みさに惑わされず、その「心根（本心）」を見抜けるよう努めなければならないと説いた。また「盗人を捕えるのはたやすく、盗みを思い止まらせる方法を考えるのは難しい。盗みを禁じる仕置（方策）よりも、盗みができない仕置の方が勝っている」とも説いている[28]。

## 系譜
父母
- 板倉重昌（父）
- 林吉定の娘（母）

正室
- 小出吉親の四女

子女
- 板倉重良（長男） - 生母は正室
- 板倉重澄（次男） - 生母は正室
- 板倉重種（三男） - 生母は正室
- 高木正盛正室
- 松平近陳継室
- 相馬貞胤正室
- 於豊、養心院 - 相良頼福正室、板倉重種の養女

養女
- 中院通茂正室 - 小笠原政信の娘
- 脇坂安村正室 - 高木正盛の娘
- 戸田光正正室- 溝口信勝の娘